# 1997–1998-as UEFA-bajnokok ligája (selejtezők)
Az 1997–1998-as UEFA-bajnokok ligája selejtezőit egy fordulóban bonyolították le 1997. július 30. és augusztus 27. között. A selejtezőben 47 csapat vett részt. A párosítások győztesei bejutottak a csoportkörbe.

## 1. selejtezőkör

### Párosítások
| 1. csapat              | Össz.Tooltip Aggregate score | 2. csapat        | 1. mérk. | 2. mérk. |
| ---------------------- | ---------------------------- | ---------------- | -------- | -------- |
| Derry City FC          | 0–3                          | Maribor Branik   | 0–2      | 0–1      |
| MFK Košice             | 4–0                          | ÍA               | 3–0      | 1–0      |
| Partizan               | 1–5                          | Croatia Zagreb   | 1–0      | 0–5      |
| Valletta FC            | 1–2                          | Skonto           | 1–0      | 0–2      |
| Pjunik                 | 3–6                          | MTK Hungária     | 0–2      | 3–4      |
| Crusaders              | 2–8                          | Dinamo Tbiliszi  | 1–3      | 1–5      |
| Sileks Kratovo         | 1–3                          | Beitar Jerusalem | 1–0      | 0–3      |
| Steaua București       | 5–3                          | CSZKA Szofija    | 3–3      | 2–0      |
| Constructorul Chișinău | 3–4                          | MPKC Mozyr       | 1–1      | 2–3      |
| Lantana                | 0–3                          | FC Jazz          | 0–2      | 0–1      |
| GÍ                     | 0–11                         | Rangers          | 0–5      | 0–6      |
| Neftçi                 | 0–10                         | Widzew Łódź      | 0–2      | 0–8      |
| Dinamo Kijiv           | 6–0                          | Barry Town FC    | 2–0      | 4–0      |
| FC Sion                | 5–0                          | Jeunesse Esch    | 4–0      | 1–0      |
| Anórthoszisz           | 4–1                          | Kareda Šiauliai  | 3–0      | 1–1      |

### 1. mérkőzések
| 1997. július 23. 15:00 |

| Neftçi | 0–2               | Widzew Łódź                |
| ------ | ----------------- | -------------------------- |
|        | (0–2) Jegyzőkönyv | Terlecki 23' Dembiński 43' |

| Tofiq Bahramov Stadium, Baku Játékvezető: Dermot Gallagher (angol) |

| 1997. július 23. 16:00 |

| Pjunik | 0–2               | MTK Hungária                  |
| ------ | ----------------- | ----------------------------- |
|        | (0–0) Jegyzőkönyv | Illés Béla 82' Preisinger 89' |

| Hrazdan Stadium, Jereván Játékvezető: René Temmink (holland) |

| 1997. július 23. 17:00 |

| MFK Košice                     | 3–0               | ÍA |
| ------------------------------ | ----------------- | -- |
| Semeník 30' Tóth 40' Sovič 64' | (2–0) Jegyzőkönyv |    |

| Lokomotiva Stadium, Kassa Játékvezető: Aron Huzu (román) |

| 1997. július 23. 17:00 |

| Lantana | 0–2               | FC Jazz         |
| ------- | ----------------- | --------------- |
|         | (0–1) Jegyzőkönyv | Nieminen 5' 77' |

| Viimsi Stadium, Tallinn Játékvezető: Tom Henning Øvrebø (norvég) |

| 1997. július 23. 17:00 |

| Anórthoszisz                 | 3–0               | Kareda Šiauliai |
| ---------------------------- | ----------------- | --------------- |
| Krčmarević 20' Okász 47' 81' | (1–0) Jegyzőkönyv |                 |

| Antonis Papadopoulos Stadium, Larnaca Játékvezető: Charles Agius (máltai) |

| 1997. július 23. 17:30 |

| Sileks Kratovo               | 1–0               | Beitar Jerusalem |
| ---------------------------- | ----------------- | ---------------- |
| Karanfilovski 54' (11-esből) | (0–0) Jegyzőkönyv |                  |

| Sileks Stadium, Kratovo Játékvezető: Eric Romain (belga) |

| 1997. július 23. 18:00 |

| Dinamo Kijiv            | 2–0               | Barry Town FC |
| ----------------------- | ----------------- | ------------- |
| Rebrov 31' Maksymov 83' | (1–0) Jegyzőkönyv |               |

| Olimpiysky National Sports Complex, Kijev Játékvezető: Oğuz Sarvan (török) |

| 1997. július 23. 18:30 |

| Constructorul Chișinău | 1–1               | MPKC Mozyr     |
| ---------------------- | ----------------- | -------------- |
| Apachitei 18'          | (1–1) Jegyzőkönyv | Berishvili 23' |

| Sheriff Stadium, Tiraspol Játékvezető: Hartmut Strampe (német) |

| 1997. július 23. 19:15 |

| Steaua București                    | 3–3               | CSZKA Szofija              |
| ----------------------------------- | ----------------- | -------------------------- |
| Rotariu 8' Lăcătuș 72' Munteanu 83' | (1–0) Jegyzőkönyv | Andonov 47' Nankov 49' 68' |

| Steaua Stadion, Bukarest Játékvezető: Hellmut Krug (német) |

| 1997. július 23. 19:30 |

| Partizan      | 1–0               | Croatia Zagreb |
| ------------- | ----------------- | -------------- |
| Isailovic 84' | (0–0) Jegyzőkönyv |                |

| Partizan Stadion, Belgrád Játékvezető: Ryszard Wójcik (lengyel) |

| 1997. július 23. 20:00 |

| Valletta FC      | 1–0               | Skonto |
| ---------------- | ----------------- | ------ |
| Angelo Galea 15' | (1–0) Jegyzőkönyv |        |

| Nemzeti Stadion, Ta’ Qali Játékvezető: Naoum Mintiouris (görög) |

| 1997. július 23. 20:00 |

| GÍ | 0–5               | Rangers                                 |
| -- | ----------------- | --------------------------------------- |
|    | (0–2) Jegyzőkönyv | Negri 18' Durie 25' 80' McCoist 57' 90' |

| Serpugerði Stadion, Norðragøta Játékvezető: Mikko Vuorela (finn) |

| 1997. július 23. 20:00 |

| FC Sion                                | 4–0               | Jeunesse Esch |
| -------------------------------------- | ----------------- | ------------- |
| Lipawsky 5' 45' Seoane 15' Derivaz 61' | (3–0) Jegyzőkönyv |               |

| Stade Tourbillon, Sion Nézőszám: 7000 Játékvezető: Amid Klein (izraeli) |

| 1997. július 23. 20:30 |

| Crusaders  | 1–3               | Dinamo Tbiliszi                            |
| ---------- | ----------------- | ------------------------------------------ |
| Baxter 71' | (0–1) Jegyzőkönyv | Kiknadze 31' Gogichaishvili 50' Mujiri 65' |

| Seaview, Belfast Játékvezető: Vítor Melo Pereira (portugál) |

| 1997. július 23. 20:30 |

| Derry City FC | 0–2               | NK Maribor           |
| ------------- | ----------------- | -------------------- |
|               | (0–0) Jegyzőkönyv | Židan 59' Gajser 79' |

| Brandywell Stadium, Londonderry Játékvezető: Hans-Jürgen Weber (német) |

### 2. mérkőzések
| 1997. július 30. 16:30 |

| MPKC Mozyr                            | 3–2               | Constructorul Chișinău  |
| ------------------------------------- | ----------------- | ----------------------- |
| Dzenisiuk 7' Lovchev 50' Koushnir 70' | (1–1) Jegyzőkönyv | Alexa 32' Comleonoc 69' |

| Yunost Stadium, Mozyr Játékvezető: Alain Hamer (luxemburgi) |

| 1997. július 30. 17:00 |

| Dinamo Tbiliszi                               | 5–1               | Crusaders  |
| --------------------------------------------- | ----------------- | ---------- |
| Iashvili 20' 34' Mujiri 44' 59' Khomeriki 79' | (3–0) Jegyzőkönyv | Hunter 57' |

| Boris Paichadze National Stadium, Tbiliszi Játékvezető: Ahmet Cakar (török) |

| 1997. július 30. 17:00 |

| Beitar Jerusalem              | 3–0               | Sileks Kratovo |
| ----------------------------- | ----------------- | -------------- |
| Sallói 5' Ohana 34' Hamar 76' | (2–0) Jegyzőkönyv |                |

| Teddy Stadium, Jeruzsálem Játékvezető: Alain Sars (francia) |

| 1997. július 30. 17:30 |

| Skonto                     | 2–0               | Valletta FC |
| -------------------------- | ----------------- | ----------- |
| Astafjevs 12' Miholaps 26' | (2–0) Jegyzőkönyv |             |

| Skonto stadion, Riga Játékvezető: Lars Gerner (dán) |

| 1997. július 30. 17:30 |

| FC Jazz     | 1–0               | Lantana |
| ----------- | ----------------- | ------- |
| Pogioli 59' | (0–0) Jegyzőkönyv |         |

| Porin stadion, Pori Játékvezető: Vladimir Hrinak (szlovák) |

| 1997. július 30. 17:30 |

| Kareda Šiauliai | 1–1               | Anórthoszisz    |
| --------------- | ----------------- | --------------- |
| Mikalajunas 24' | (1–1) Jegyzőkönyv | Michailovic 16' |

| Šiauliai central stadium, Šiauliai Játékvezető: Graham Poll (angol) |

| 1997. július 30. 18:30 |

| Jeunesse Esch | 0–1               | FC Sion    |
| ------------- | ----------------- | ---------- |
|               | (0–0) Jegyzőkönyv | Zambaz 89' |

| Stade de la Frontière, Esch-sur-Alzette Játékvezető: Pavlin Jirku (cseh) |

| 1997. július 30. 19:30 |

| CSZKA Szofija | 0–2               | Steaua București          |
| ------------- | ----------------- | ------------------------- |
|               | (0–1) Jegyzőkönyv | Serban 34' Reghecampf 49' |

| Bulgarska Armia Stadion, Szófia Játékvezető: Graziano Cesari (olasz) |

| 1997. július 30. 20:00 |

| Croatia Zagreb                              | 5–0               | Partizan |
| ------------------------------------------- | ----------------- | -------- |
| Maric 12' 42' Cvitanović 15' 68' Viduka 23' | (4–0) Jegyzőkönyv |          |

| Maksimir Stadion, Zágráb Játékvezető: Gilles Veissière (francia) |

| 1997. július 30. 20:00 |

| Widzew Łódź                                                                         | 8–0         | Neftçi |
| ----------------------------------------------------------------------------------- | ----------- | ------ |
| Szarpak 6' 70' (11-esből) 76' Kobylanski 8' Zając 15' Dembiński 25' 30' Curtean 66' | Jegyzőkönyv |        |

| Stadion Widzewa, Łódź Játékvezető: Atanas Ouzounov (bolgár) |

| 1997. július 30. 20:15 |

| Maribor Branik | 1–0               | Derry City FC |
| -------------- | ----------------- | ------------- |
| Drobne 49'     | (1–0) Jegyzőkönyv |               |

| Ljudski vrt, Maribor Játékvezető: Karl-Erik Nilsson (svéd) |

| 1997. július 30. 20:30 |

| ÍA | 0–1               | MFK Košice |
| -- | ----------------- | ---------- |
|    | (0–0) Jegyzőkönyv | Faktor 66' |

| Akranesvöllur, Akranes Játékvezető: Alan Snoddy (északír) |

| 1997. július 30. 20:30 |

| MTK Hungária                                   | 4–3               | Pjunik                           |
| ---------------------------------------------- | ----------------- | -------------------------------- |
| Illés 18' Halmai 40' Preisinger 46' Kuttor 73' | (2–0) Jegyzőkönyv | Sanamyan 81' 88' Shahgeldyan 87' |

| Hidegkuti Nándor Stadion, Budapest Játékvezető: Gary Stephen Willard (angol) |

| 1997. július 30. 20:30 |

| Barry Town FC | 0–4               | Dinamo Kijiv                              |
| ------------- | ----------------- | ----------------------------------------- |
|               | (0–0) Jegyzőkönyv | Belkevich 52' Maximov 64' 77' Vascsuk 79' |

| Jenner Park, Barry Játékvezető: Gylfi Thor Orrason (izlandi) |

| 1997. július 30. 20:45 |

| Rangers                                                      | 6–0               | GÍ |
| ------------------------------------------------------------ | ----------------- | -- |
| Durie 22' Negri 42' 90' McCoist 48' Albertz 58' Ferguson 85' | (2–0) Jegyzőkönyv |    |

| Ibrox Stadion, Glasgow Játékvezető: Romans Lajuks (lett) |

## 2. selejtezőkör

### Párosítások
| 1. csapat          | Össz.Tooltip Aggregate score | 2. csapat           | 1. mérk. | 2. mérk.   |
| ------------------ | ---------------------------- | ------------------- | -------- | ---------- |
| MTK Hungária       | 1–4                          | Rosenborg           | 0–1      | 1–3        |
| Beşiktaş JK        | 3–1                          | Maribor Branik      | 0–0      | 3–1        |
| FC Sion            | 2–8                          | Galatasaray SK      | 1–4      | 1–4        |
| Olimbiakósz        | 7–2                          | MPKC Mozyr          | 5–0      | 2–2        |
| Wüstenrot Salzburg | 0–3                          | Sparta Praha        | 0–0      | 0–3        |
| IFK Göteborg       | 4–1                          | Rangers             | 3–0      | 1–1        |
| FC Barcelona       | 4–2                          | Skonto              | 3–2      | 1–0        |
| Brøndby IF         | 3–4                          | Dinamo Kijiv        | 2–4      | 1–0        |
| Newcastle United   | 4–3                          | Croatia Zagreb      | 2–1      | 2–2 (h.u.) |
| Feyenoord          | 8–3                          | FC Jazz             | 6–2      | 2–1        |
| Bayer Leverkusen   | 6–2                          | Dinamo Tbiliszi     | 6–1      | 0–1        |
| MFK Košice         | 2–1                          | Szpartak Moszkva    | 2–1      | 0–0        |
| Steaua București   | 3–5                          | Paris Saint-Germain | 3–0      | 0–5        |
| Widzew Łódź        | 1–7                          | Parma FC            | 1–3      | 0–4        |
| Beitar Jerusalem   | 0–3                          | Sporting CP         | 0–0      | 0–3        |
| Anórthoszisz       | 2–3                          | Lierse SK           | 2–0      | 0–3        |

### 1. mérkőzések
| 1997. augusztus 13. 17:00 |

| Beitar Jerusalem | 0–0         | Sporting CP |
| ---------------- | ----------- | ----------- |
|                  | Jegyzőkönyv |             |

| Teddy Stadium, Jeruzsálem Játékvezető: Günter Benkö (osztrák) |

| 1997. augusztus 13. 19:00 |

| Wüstenrot Salzburg | 0–0         | Sparta Praha |
| ------------------ | ----------- | ------------ |
|                    | Jegyzőkönyv |              |

| Stadion Lehen, Salzburg Játékvezető: Manuel Diaz Vega (spanyol) |

| 1997. augusztus 13. 19:00 |

| IFK Göteborg                             | 3–0               | Rangers |
| ---------------------------------------- | ----------------- | ------- |
| Pettersson 55' Karlsson 57' Eriksson 89' | (0–0) Jegyzőkönyv |         |

| Ullevi, Göteborg Játékvezető: Vítor Melo Pereira (portugál) |

| 1997. augusztus 13. 19:00 |

| MFK Košice                      | 2–1               | Szpartak Moszkva |
| ------------------------------- | ----------------- | ---------------- |
| Kozlej 15' Kozak 42' (11-esből) | (2–1) Jegyzőkönyv | Dmitriev 37'     |

| Lokomotiva Košice, Kassa Játékvezető: Charles Agius (máltai) |

| 1997. augusztus 13. 19:30 |

| Steaua București                   | 3–0 megállapított | Paris Saint-Germain    |
| ---------------------------------- | ----------------- | ---------------------- |
| Rotariu 53' Serban 70' Lăcătuş 77' | Jegyzőkönyv       | Guérin 18' Maurice 64' |

| Steaua Stadion, Bukarest Játékvezető: José María Garcia-Aranda (spanyol) |

A mérkőzést eredetileg a Steaua București 3–2-re nyerte meg, de utólag az UEFA 3–0-val írta jóvá a Steaua București javára, mert a Paris Saint-Germain egy játékost jogosulatlanul szerepeltetett.
| 1997. augusztus 13. 20:00 |

| Beşiktaş JK | 0–0         | Maribor Branik |
| ----------- | ----------- | -------------- |
|             | Jegyzőkönyv |                |

| BJK İnönü Stadyumu, Isztambul Játékvezető: Gilles Veissiere (francia) |

| 1997. augusztus 13. 20:00 |

| FC Sion    | 1–4               | Galatasaray SK                     |
| ---------- | ----------------- | ---------------------------------- |
| Lonfat 32' | (1–2) Jegyzőkönyv | Hagi 5' Erdem 9' Ilie 61' Kaya 86' |

| Stade Tourbillon, Sion Játékvezető: Nikolay Levnikov (orosz) |

| 1997. augusztus 13. 20:00 |

| Feyenoord                                                                            | 6–2               | FC Jazz       |
| ------------------------------------------------------------------------------------ | ----------------- | ------------- |
| Van Gastel 14' (11-esből) 66' (11-esből) Vos 21' 39' Sanchez 57' Van Bronckhorst 85' | (3–1) Jegyzőkönyv | Marco 29' 70' |

| De Kuip, Rotterdam Játékvezető: Alfredo Trentalange (olasz) |

| 1997. augusztus 13. 20:00 |

| Anórthoszisz              | 2–0               | Lierse SK |
| ------------------------- | ----------------- | --------- |
| Okász 43' Michailovic 89' | (1–0) Jegyzőkönyv |           |

| Antonis Papadopoulos Stadium, Lárnaka Játékvezető: Alain Sars (francia) |

| 1997. augusztus 13. 20:05 |

| Brøndby IF                         | 2–4               | Dinamo Kijiv                                   |
| ---------------------------------- | ----------------- | ---------------------------------------------- |
| Bagger 21' Daugaard 88' (11-esből) | (1–2) Jegyzőkönyv | Gusin 7' Shevchenko 34' Rebrov 76' Holovko 78' |

| Brøndby Stadion, Brøndby Játékvezető: Amand Ancion (belga) |

| 1997. augusztus 13. 20:15 |

| Olimbiakósz                                             | 5–0               | MPKC Mozyr |
| ------------------------------------------------------- | ----------------- | ---------- |
| Niniadis 51' Gogić 61' 68' Georgatos 76' Alexandris 88' | (0–0) Jegyzőkönyv |            |

| OAKA Spiros Louis, Athén Játékvezető: Rune Pedersen (norvég) |

| 1997. augusztus 13. 20:30 |

| Bayer Leverkusen                                            | 6–1               | Dinamo Tbiliszi |
| ----------------------------------------------------------- | ----------------- | --------------- |
| Lehnhoff 5' Ramelow 44' Meijer 47' 62' Kirsten 56' Rink 85' | (2–0) Jegyzőkönyv | Iashvili 59'    |

| BayArena, Leverkusen Játékvezető: Peter Mikkelsen (dán) |

| 1997. augusztus 13. 20:30 |

| Widzew Łódź    | 1–3               | Parma FC           |
| -------------- | ----------------- | ------------------ |
| Michalczuk 52' | (0–1) Jegyzőkönyv | Chiesa 27' 47' 49' |

| Stadion Widzewa, Łódź Játékvezető: Marc Batta (francia) |

| 1997. augusztus 13. 21:05 |

| Newcastle United  | 2–1               | Croatia Zagreb |
| ----------------- | ----------------- | -------------- |
| Beresford 22' 76' | (1–0) Jegyzőkönyv | Cvitanović 52' |

| St James' Park, Newcastle Játékvezető: Vaclav Krondl (cseh) |

| 1997. augusztus 13. 21:30 |

| FC Barcelona                               | 3–2               | Skonto                    |
| ------------------------------------------ | ----------------- | ------------------------- |
| Giovanni 27' 70' Sztoicskov 90' (11-esből) | (1–1) Jegyzőkönyv | Babičevs 26' Miholaps 46' |

| Camp Nou, Barcelona Játékvezető: Fernand Meese (belga) |

| 1997. augusztus 14. 18:00 |

| MTK Hungária | 0–1               | Rosenborg     |
| ------------ | ----------------- | ------------- |
|              | (0–0) Jegyzőkönyv | Rushfeldt 87' |

| Hidegkuti Nándor Stadion, Budapest Játékvezető: Ahmet Cakar (török) |

A mérkőzést eredetileg augusztus 13-án játszották, amely 3–2-es MTK vezetésnél világítási problémák miatt a 67. percben félbeszakadt.

### 2. mérkőzések
| 1997. augusztus 27. 15:30 |

| MPKC Mozyr                 | 2–2               | Olimbiakósz                |
| -------------------------- | ----------------- | -------------------------- |
| Berishvili 3' Koushnir 19' | (2–1) Jegyzőkönyv | Anatolakis 9' Niniadis 53' |

| Yunost Stadium, Mozyr Játékvezető: Hermann Albrecht (német) |

| 1997. augusztus 27. 17:00 |

| Szpartak Moszkva | 0–0         | MFK Košice |
| ---------------- | ----------- | ---------- |
|                  | Jegyzőkönyv |            |

| Lokomotyiv Stadion, Moszkva Játékvezető: Michel Piraux (belga) |

| 1997. augusztus 27. 17:45 |

| Dinamo Tbiliszi | 1–0               | Bayer Leverkusen |
| --------------- | ----------------- | ---------------- |
| Mujiri 11'      | (1–0) Jegyzőkönyv |                  |

| Boris Paichadze National Stadium, Tbiliszi Játékvezető: Paul Anthony Durkin (angol) |

| 1997. augusztus 27. 18:00 |

| Dinamo Kijiv | 0–1               | Brøndby IF  |
| ------------ | ----------------- | ----------- |
|              | (0–1) Jegyzőkönyv | Colding 18' |

| NSK Olimpiysky, Kijev Játékvezető: Stefano Braschi (olasz) |

| 1997. augusztus 27. 18:30 |

| Galatasaray SK             | 4–1               | FC Sion      |
| -------------------------- | ----------------- | ------------ |
| Ilie 41' 52' 56' Akyel 61' | (1–0) Jegyzőkönyv | Ouattara 90' |

| Ali Sami Yen Stadyumu, Isztambul Játékvezető: Mario van der Ende (holland) |

| 1997. augusztus 27. 20:00 |

| Skonto | 0–1               | FC Barcelona |
| ------ | ----------------- | ------------ |
|        | (0–0) Jegyzőkönyv | Anderson 50' |

| Skonto stadion, Riga Játékvezető: Terje Hauge (norvég) |

| 1997. augusztus 27. 20:00 |

| FC Jazz       | 1–2               | Feyenoord                  |
| ------------- | ----------------- | -------------------------- |
| Laaksonen 37' | (1–1) Jegyzőkönyv | Boateng 21' Van Gastel 90' |

| Tampere Stadion, Tampere Játékvezető: Aron Huzu (román) |

| 1997. augusztus 27. 20:15 |

| Croatia Zagreb           | 2–2 (h. u.)                 | Newcastle United           |
| ------------------------ | --------------------------- | -------------------------- |
| Šimić 68' Cvitanović 90' | (0–1, 2–1, 2–1) Jegyzőkönyv | Asprilla 44' Ketsbaia 119' |

| Maksimir Stadion, Zágráb Játékvezető: Urs Meier (svájci) |

| 1997. augusztus 27. 20:30 |

| Rosenborg                                 | 3–1               | MTK Hungária |
| ----------------------------------------- | ----------------- | ------------ |
| Jakobsen 14' (11-esből) 17' Brattbakk 83' | (2–0) Jegyzőkönyv | Kuttor 77'   |

| Lerkendal Stadion, Trondheim Játékvezető: Serge Muhmenthaler (svájci) |

| 1997. augusztus 27. 20:30 |

| Maribor Branik | 1–3               | Beşiktaş JK                          |
| -------------- | ----------------- | ------------------------------------ |
| Zidan 86'      | (0–1) Jegyzőkönyv | Özdilek 45' Amokachi 60' Havutçu 62' |

| Ljudski vrt, Maribor Játékvezető: Pierluigi Collina (olasz) |

| 1997. augusztus 27. 20:30 |

| Sparta Praha                        | 3–0               | Wüstenrot Salzburg |
| ----------------------------------- | ----------------- | ------------------ |
| Baranek 28' Lokvenc 42' Svoboda 56' | (2–0) Jegyzőkönyv |                    |

| Stadion Letná, Prága Játékvezető: Vágner László (magyar) |

| 1997. augusztus 27. 20:30 |

| Lierse SK                                                | 3–0               | Anórthoszisz |
| -------------------------------------------------------- | ----------------- | ------------ |
| Van Meir 21' (11-esből) Hasenhüttl 47' Tomić 84' (öngól) | (1–0) Jegyzőkönyv |              |

| Herman Vanderpoorten, Lierse Játékvezető: Ľuboš Micheľ (szlovák) |

| 1997. augusztus 27. 20:45 |

| Rangers    | 1–1         | IFK Göteborg  |
| ---------- | ----------- | ------------- |
| Miller 23' | Jegyzőkönyv | Andersson 49' |

| Ibrox Stadion, Glasgow Játékvezető: Bernd Heynemann (német) |

| 1997. augusztus 27. 20:45 |

| Paris Saint-Germain                              | 5–0               | Steaua București |
| ------------------------------------------------ | ----------------- | ---------------- |
| Raí 2' 21' (11-esből) 55' Simone 30' Maurice 40' | (4–0) Jegyzőkönyv |                  |

| Parc des Princes, Párizs Játékvezető: Dick Jol (holland) |

| 1997. augusztus 27. 21:00 |

| Parma FC                                | 4–0               | Widzew Łódź |
| --------------------------------------- | ----------------- | ----------- |
| Pedros 36' Sensini 41' 52' Adaílton 78' | (2–0) Jegyzőkönyv |             |

| Stadio Ennio Tardini, Parma Játékvezető: Hugh Dallas (skót) |

| 1997. augusztus 27. 22:00 |

| Sporting CP                 | 3–0               | Beitar Jerusalem |
| --------------------------- | ----------------- | ---------------- |
| Yordanov 4' Leandro 55' 68' | (1–0) Jegyzőkönyv |                  |

| Estádio José Alvalade, Lisszabon Játékvezető: Leif Sundell (svéd) |